# Marc Metili (tribú de la plebs 217 aC)
Marc Meteli (en llatí Marcus Metilius) va ser un magistrat romà. Formava part de la gens Metília, originaris d'Alba Longa.
Va ser tribú de la plebs l'any 217 aC i va presentar una rogatio al senat romà per privar a Quint Fabi Màxim Verrugòs, que llavors era dictador, del control únic de les legions, i perquè el magister equitum Quint Minuci Therme agafés la meitat del comandament.
L'any 212 aC va ser llegat enviat pel senat davant dels cònsols, el setè any de la Segona Guerra Púnica.